# Otto Heckmann

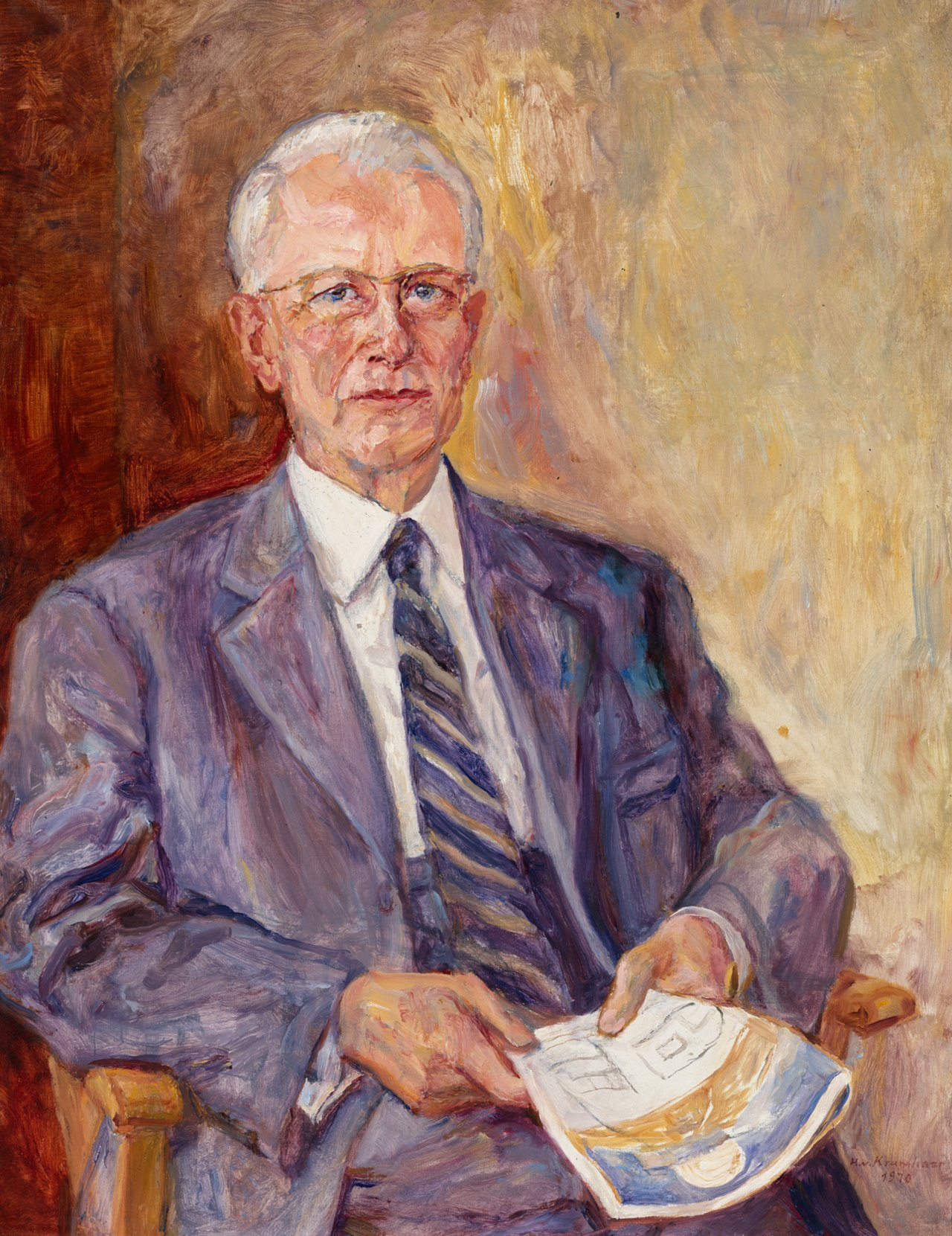
Gemälde von Otto Heckmann (1960er Jahre)

Otto Hermann Leopold Heckmann (* 23. Juni 1901 in Opladen; † 13. Mai 1983 in Regensburg) war ein deutscher Astronom.

## Leben
Heckmann wurde 1901 in Opladen als Sohn eines Notars geboren. Er studierte Mathematik, Physik und Astronomie in Bonn und wurde nach seiner Promotion 1925 Assistent an der Bonner Sternwarte. 1927 ging er nach Göttingen, wo er sich 1929 habilitierte. Obwohl einer der begabtesten unter den jüngeren deutschen Astronomen, stockte seine wissenschaftliche Karriere nach 1933, weil er bei den nationalsozialistischen Kollegen und auch dem Reichserziehungsministerium (REM) als Vertreter der relativitätstheoretischen („jüdischen“) Physik und politisch als „linker“ Zentrumsmann galt. Zum 1. Mai 1937 trat er der NSDAP bei (Mitgliedsnummer 5.187.355), wohl um seine negative politische Einschätzung durch den NS-Dozentenbund abzuschwächen. 1935 wurde er außerplanmäßiger Professor und 1939 Leiter der Göttinger Sternwarte. Das Berufungsverfahren an die Hamburger Sternwarte zog sich seit 1938 jahrelang hin; er konnte es nur erreichen, indem er sich in verklausulierten Worten von der Relativitätstheorie distanzierte. Heckmann war seit 1939 Wunschkandidat der Hamburger Sternwarte, nachdem Walter Baade abgesagt hatte. Der NS-Dozentenbund versuchte, an Stelle Heckmanns mehrere Astronomen durchzusetzen, die stramm auf NS-Linie waren. Erst im Januar 1942 wurde er zum Direktor der Hamburger Sternwarte ernannt, deren Leitung er bis 1962 innehatte.
Auch wenn er sich bei seiner Berufung an die Sternwarte äußerst opportunistisch gegenüber dem NS-System in Göttingen verhalten hatte, scheute er sich nicht, seine wissenschaftliche Haltung zur Relativitätstheorie offen zu verteidigen. Am 15. November 1940 gehörte Heckmann einer Gruppe moderner Physiker an (u. a. Carl Friedrich von Weizsäcker), die sich den Anhängern der Deutschen Physik zum Thema Relativitätstheorie und Quantenphysik stellte. Nach diesem Treffen waren die Anhänger der Deutschen Physik in Deutschland isoliert.
Gegen Ende der Kriegsjahre gelang es Heckmann, eine junge Frau mit jüdischen Angehörigen erfolgreich an der Sternwarte zu beschäftigen, ohne ihre Identität preiszugeben.
Nach dem Ende des NS-Staates rechtfertigte Heckmann sich für seine opportunistischen Zugeständnisse an die NSDAP beziehungsweise deren Wissenschaftsbetrieb.

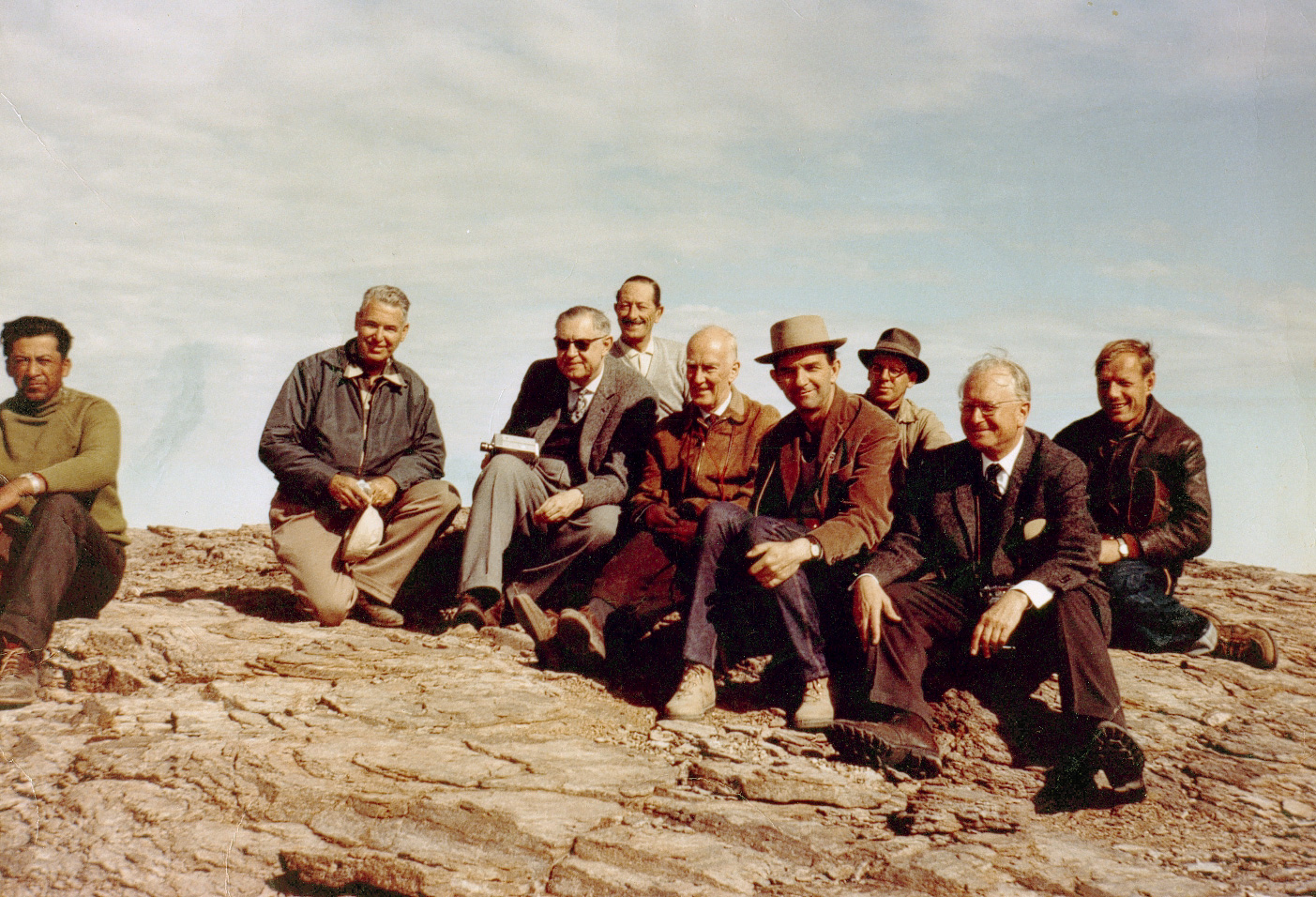
Gipfeltreffen von Mitarbeitern der Europäischen Südsternwarte auf dem Cerro El Morado in Chile am 10. Juni 1963. Von links nach rechts: Arturo Garrote, Nicholas U. Mayall, H. Siedentopf, Marchetti (Architekt), Jan H. Oort, Ch. Fehrenbach, André Muller, Otto Heckmann & Jürgen Stock.

In den Nachkriegsjahren erwarb er sich große internationale Anerkennung. 1953 war er beim Kongress in Leiden deutscher Vertreter, wo das Projekt der europäischen Südsternwarte initiiert und diskutiert wurde. Heckmann wurde treibende Kraft beim Aufbau der ESO, deren erster Generaldirektor er dann von 1962 bis 1969 war. Von 1952 bis 1956 war er Präsident der Astronomischen Gesellschaft, von 1955 bis 1961 stellvertretender und von 1967 bis 1970 Präsident der Internationalen Astronomischen Union. 1961 wurde er mit der James Craig Watson Medal, 1962 mit dem Jules-Janssen-Preis und 1964 mit der Bruce Medal ausgezeichnet. 1955 bis 1956 war er Vorsitzender der Gesellschaft Deutscher Naturforscher und Ärzte. Im Jahre 1956 wurde er zum Mitglied der Leopoldina gewählt. 1965 wurde er zum ordentlichen Mitglied der Göttinger Akademie der Wissenschaften gewählt. Seit 1967 war er korrespondierendes Mitglied der Académie des sciences.
Er starb bei einer Reise zu seinem Sohn in Regensburg im Familienkreis.
Heckmanns wissenschaftliche Interessen und Veröffentlichungen reichten von der Astrometrie bis zur Kosmologie.
Der Asteroid (1650) Heckmann ist nach ihm benannt.

## Schriften (Auswahl)
- Theorien der Kosmologie. Springer, Berlin 1942 und 1968.
- Sterne, Kosmos, Weltmodelle. Piper, München 1976.